# Гірнича наука, освіта та преса Аргентини
Гірнича наука, освіта та преса Аргентини
Гірничо-геологічна служба Аргентини здійснюється Державним секретаріатом геології і гірничої справи Міністерства економіки. Наукові дослідження проводяться в Національному інституті геології і гірничої справи (1964) в Буенос-Айресі, Інституті фізичної географії і геології (1936), в Музеї мінералогії і геології (1904) і університетах. 
Гірничо-геологічні кадри готують в університетах Буенос-Айреса, Мендоса, Байя-Бланка, Тукуман, а також у Вишій школі інженерів-нафтовиків при університеті м. Мендоса, в Нафтовому інституті державної нафтової компанії  "YPF" в Буенос-Айресі, в інституті геології і гірничої справи і в Школі гірничої справи провінції Жужуй, при університеті міста Тукуман. 
Основні гірничі журнали: "Acta geologica" (з 1952), "Ameghiniana" (з 1957),  "Estadistica minera de la Republica Argentina" (з 1909),  "Metalurgia moderna",  "Petrotecnica" (з 1960),  "Revista minera" (з 1929).